# Schleicher ASK 13
Die Schleicher ASK 13 ist ein doppelsitziges Segelflugzeug in Gemischtbauweise als Mitteldeckerausführung mit Kreuzleitwerk für Schulung und Leistungsflugtraining. Ihr Segelflug-Index beträgt 78.

## Geschichte
Die ASK 13 wurde als Nachfolger der überaus erfolgreichen K 7 entwickelt und bei Schleicher in 618 Exemplaren bis 1980 gebaut, weitere 80 Maschinen wurden bis 1992 in Lizenz gefertigt.
Am 25. April 1972 stellten Siegfried Baumgartl und Walter Schewe vom Luftsportverein Dinslaken e. V. mit einem Flug über 714 km vom Flugplatz Dinslaken/Schwarze Heide nach Angers in Frankreich einen Weltrekord für Doppelsitzer im Zielflug auf.

## Konstruktion

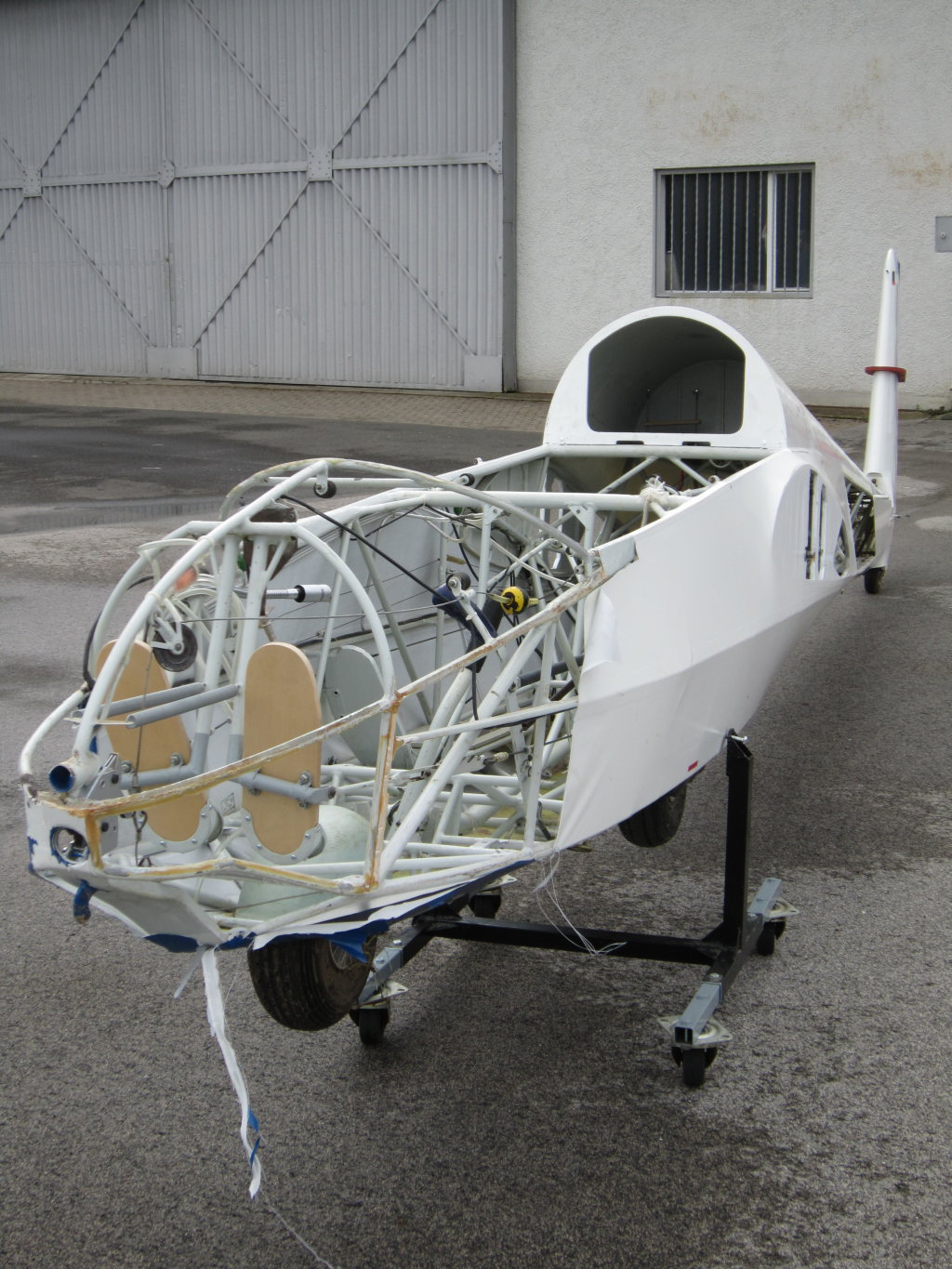
Stahlrohrrumpf einer ASK 13

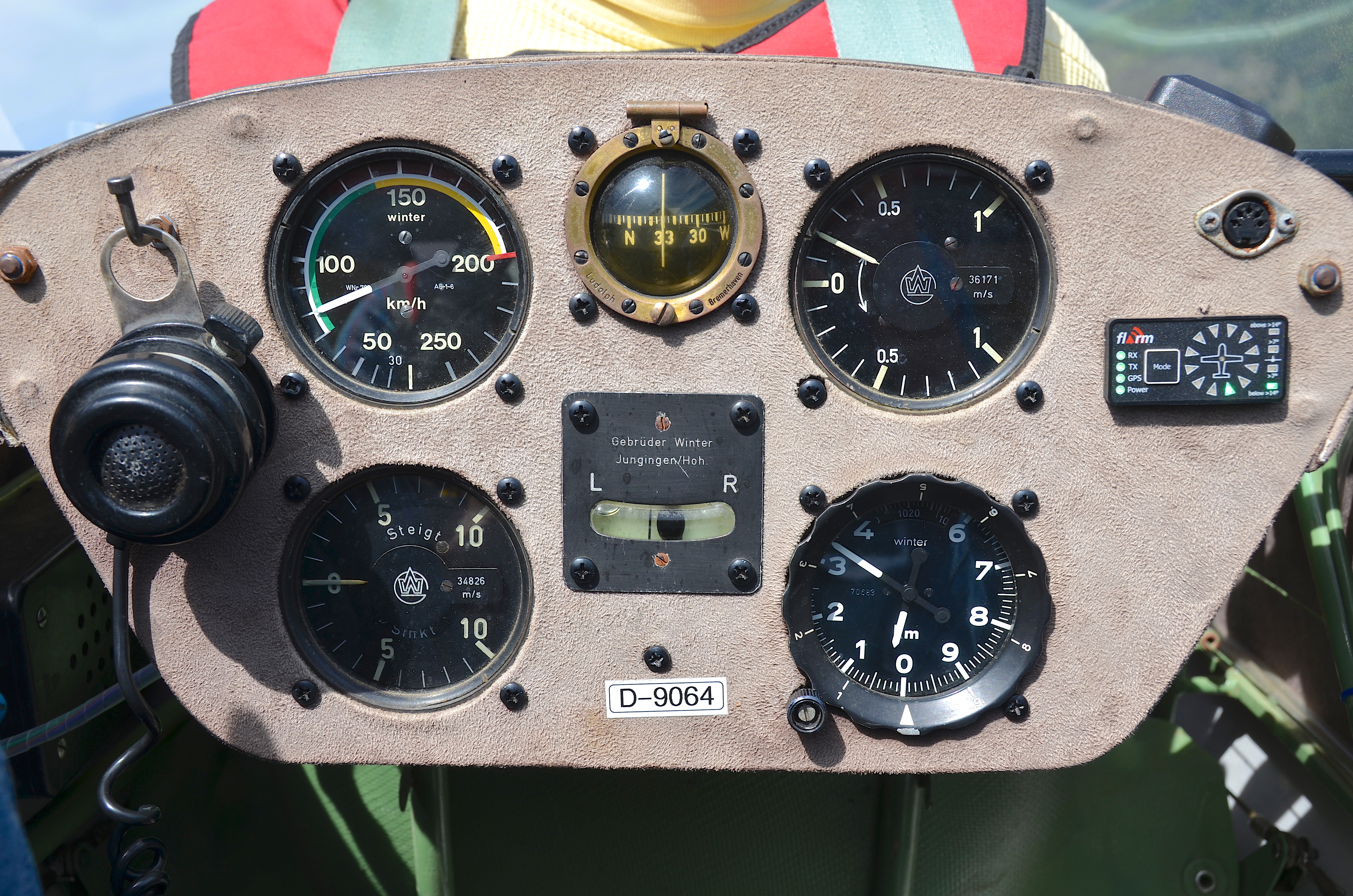
Armaturenbrett einer Schleicher ASK 13

Die ASK 13 ist als Mitteldecker ausgeführt. Der Rumpf besteht aus einer stoffbespannten Stahlrohrkonstruktion und besitzt im Gegensatz zur K 7 ein gefedertes Fahrwerk in Kombination mit einer Kufe oder einem Bugrad. Die Plexiglas-Cockpithaube ist einteilig und ermöglicht auch vom hinteren Sitz eine ausgezeichnete Rundumsicht. Flügel und Leitwerk sind in Holzbauweise gefertigt, das Höhenleitwerk ist mit zwei Bolzen und einer Schraube vor der Seitenflosse auf dem Rumpf montiert. Der negativ gepfeilte Flügel gleicht dem der K 7, hat jedoch ein geändertes Profil von geringerer Dicke im Mittel- und Außenbereich, innen ein Mischprofil aus Gö 535 und Gö 549 (Dicke 16 %), in der Mitte das gleiche Profil (Dicke 13,4 %) sowie außen ein Gö 541 (Dicke 11,3 %). Hierdurch konnte das beste Gleiten auf 27 (K 7: 25) verbessert werden. Neben der üblichen Schwerpunktkupplung für den Windenstart besitzt die ASK 13 eine Bugkupplung für den F-Schlepp. Die Schwerpunktkupplung ist links neben der Kufe montiert. Mit einer Leermasse unter 300 kg ist die ASK 13 eines der leichtesten doppelsitzigen Segelflugzeuge.
Dank der robusten und weitgehend wartungsfreien Konstruktion hat die ASK 13, anders als übliche Doppelsitzer aus der Zeit wie der SZD-9 Bocian oder der L-13 Blaník, keine Betriebszeitbegrenzung, sodass Exemplare mit über 13.000 Flugstunden und über 50.000 Starts zu finden sind.

## Flugeigenschaften
Die ASK 13 ist äußerst gutmütig, allerdings ist sie im Gegensatz zu ihrem Nachfolgemodell ASK 21 auch ohne zusätzliches Trimmblei zum Trudeln fähig. Deshalb wird sie auch heute noch für die doppelsitzige Sicherheitseinweisung in der Schulung verwendet.
Seit Juli 1969 ist die ASK 13 zum einfachen Kunstflug (Looping, Turn, Lazy eight, keine gerissenen Figuren, kein Rückenflug) zugelassen. Im Jahr 2021 wurde diese Berechtigung aufgehoben.

## Nutzung

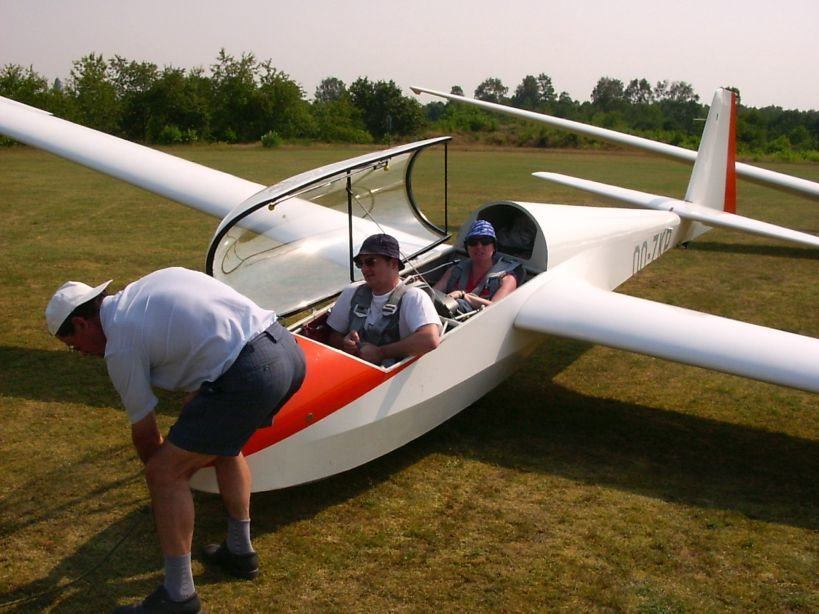
Eine ASK 13 kurz vor dem Start

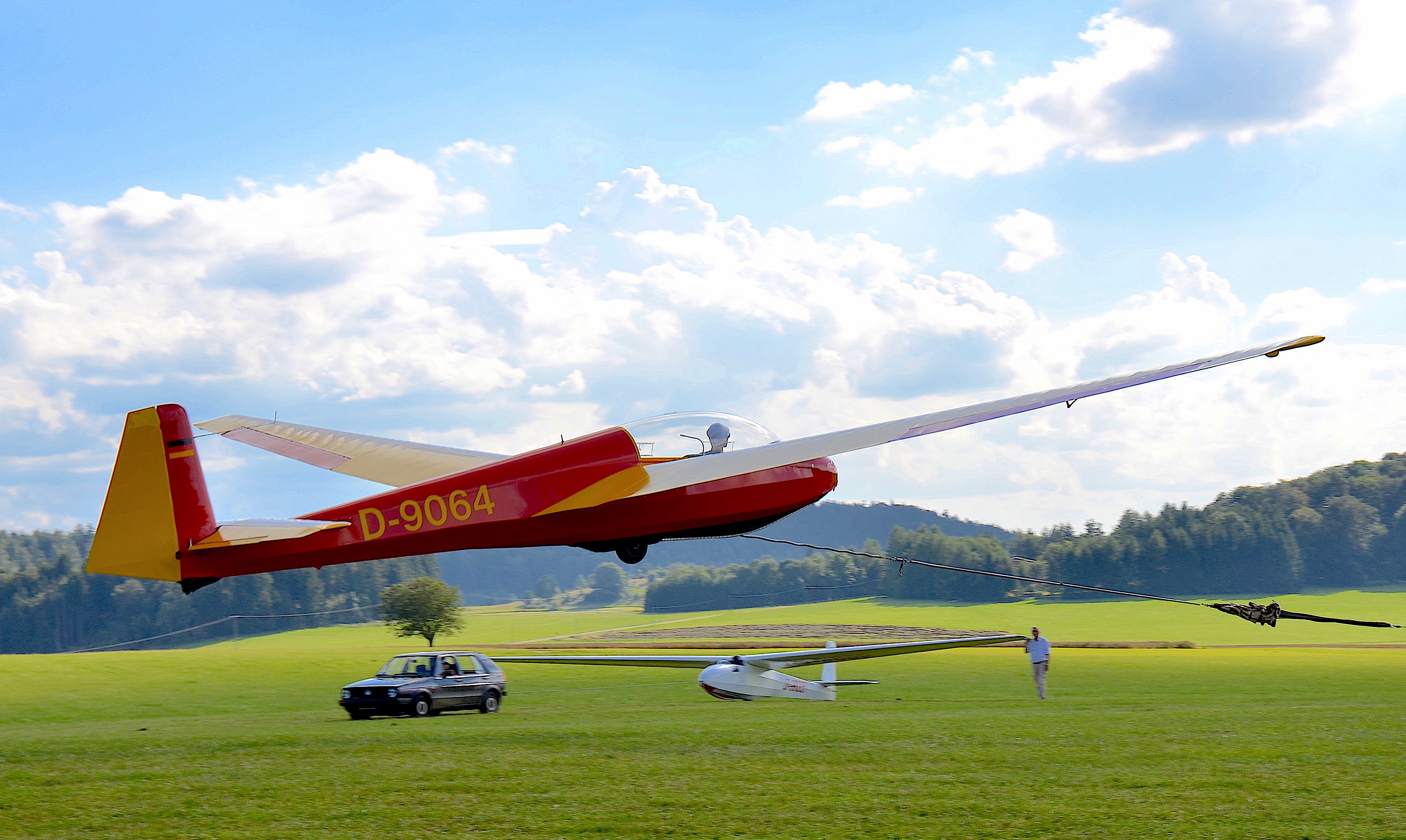
Start einer ASK 13 auf dem Flugplatz Albstadt-Degerfeld

Obwohl in der Schulung inzwischen überwiegend ihr Nachfolger – die ASK 21 – eingesetzt wird, befinden sich heute noch 264 Exemplare der ASK 13 im Ausbildungsbetrieb vieler Segelflugvereine und -schulen, meist zusammen mit den bewährten – und noch weit verbreiteten – Übungs-Einsitzern K 8 und Ka 6, die der ASK 13 in den Flugeigenschaften sehr ähnlich sind. Wegen ihrer guten Rundumsicht wird die ASK 13 auch häufig für Gastflüge eingesetzt.

## Technische Daten

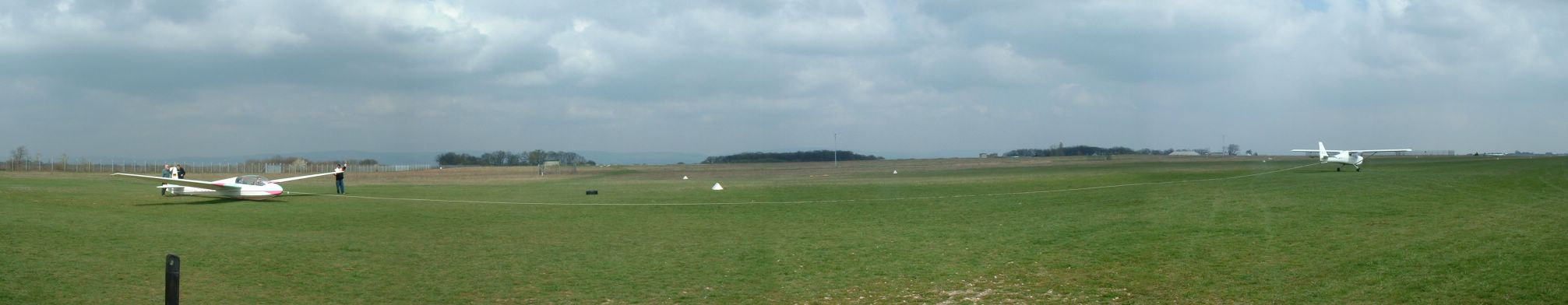
Eine ASK 13 (links) im Flugzeugschlepp hinter einem dreiachsgesteuerten Ultraleichtflugzeug

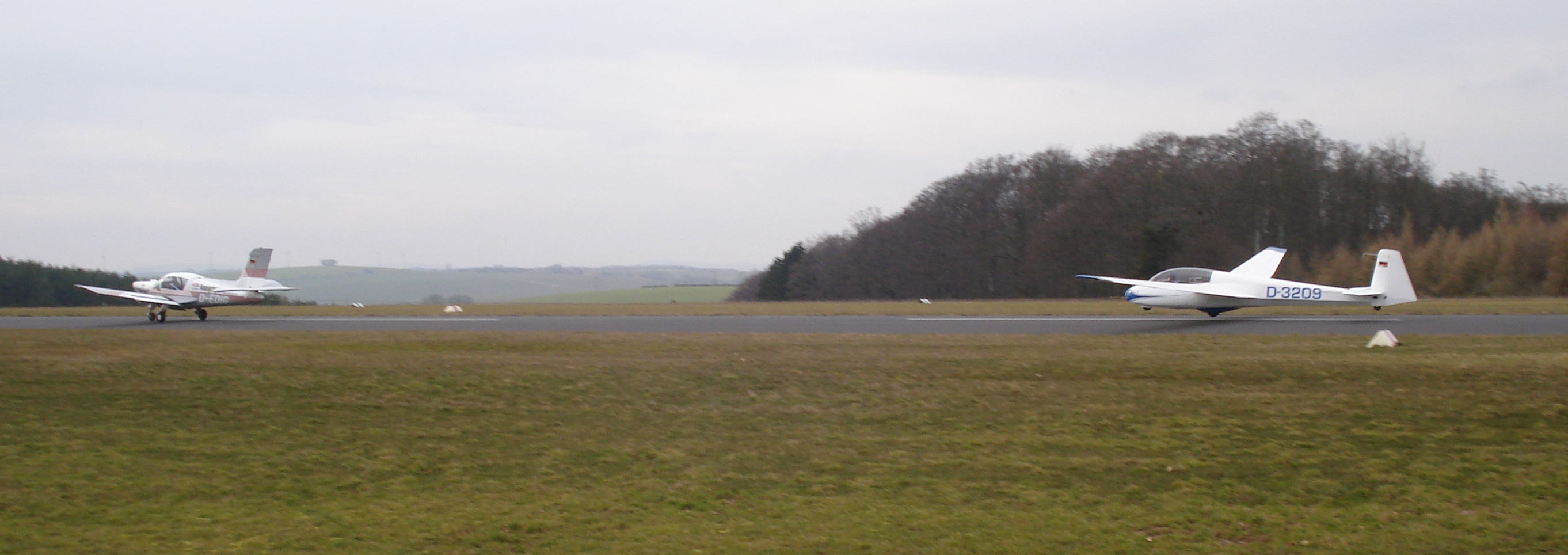
Eine ASK 13 (rechts) im Flugzeugschlepp auf dem Flugplatz Günterode/Heiligenstadt

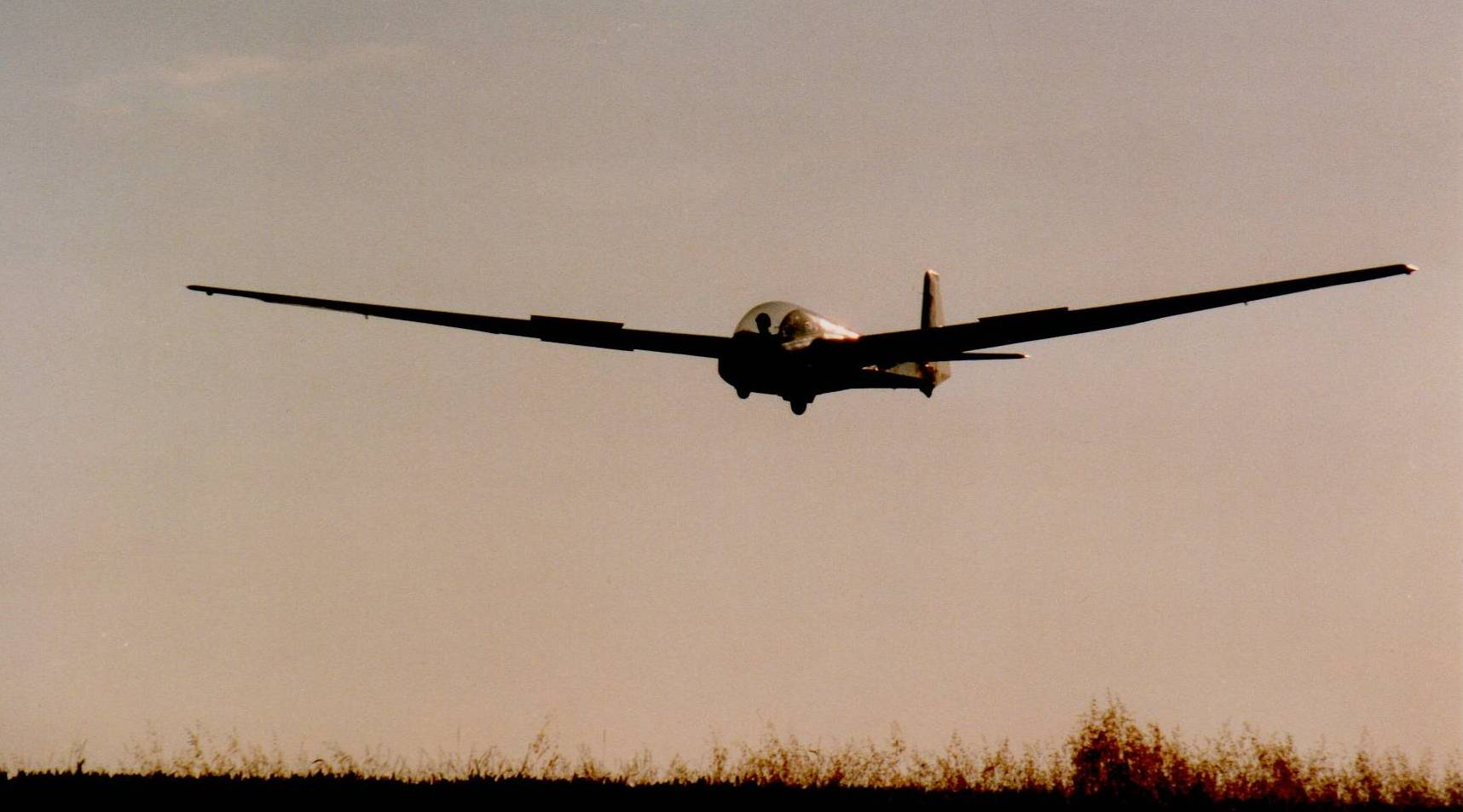
ASK-13 kommt zur Landung (Fluglager in Gerstetten, 1998)

| Kenngröße                          | Daten                        |
| ---------------------------------- | ---------------------------- |
| Spannweite                         | 16 m                         |
| Flügelfläche                       | 17,5 m²                      |
| Flügelstreckung                    | 14,63                        |
| Rumpflänge                         | 8,18 m                       |
| Cockpit-Sitzhöhe                   | 1,1 m                        |
| Cockpitbreite (lichte Weite)       | 0,70 m                       |
| Höhe am Leitwerk                   | 1,45 m                       |
| Flügelprofil                       | Mischprofil Gö 535/Gö 549    |
| größtes Lastvielfaches             | −2,0g / +4,0g                |
| Leermasse mit Mindestausrüstung    | ca. 296 kg                   |
| max. Startmasse                    | 480 kg                       |
| Flächenbelastung (85 kg Zul.)      | 21,7 kg/m²                   |
| Flächenbelastung (190 kg Zul.)     | 27,7 kg/m²                   |
| Zuladung Cockpit vorn              | 65–100 kg                    |
| Zuladung Cockpit hinten            | 0–100 kg                     |
| Höchstgeschwindigkeit              | 200 km/h                     |
| Mindestgeschwindigkeit (einsitzig) | 53 km/h                      |
| Manövergeschwindigkeit             | 140 km/h                     |
| Sturzflugbremsen ausfahren         | bis 200 km/h                 |
| geringstes Sinken                  | 0,75–0,80 m/s bei 60–68 km/h |
| bestes Gleiten (75–85 km/h)        | 27                           |